# Dariusz Wolny
Dariusz Wolny (ur. 30 kwietnia 1969 roku w Opolu) – polski piłkarz występujący na pozycji pomocnika, trener.

## Kariera piłkarska
Dariusz Wolny karierę piłkarską rozpoczął w juniorach Odry Opole. W seniorskim zespole Niebiesko-Czerwonych zadebiutował w 1986 roku w meczu ligowym z Rakowem Częstochowa. W 1990 roku dzięki znakomitym występom w Odrze Opole, Dariusz Wolny otrzymywał propozycję kontraktu z klubów niższych. W 1991 roku wraz z kolegą z drużyny, Adamem Ledwoniem przeszedł do pierwszoligowego GKS-u Katowice. W tym samym roku zdobył wraz z drużyną Superpuchar Polski, a w 1993 roku zdobył Puchar Polski.
W 1995 roku dobrze zapowiadającą się karierę przerwał zawał serca, którego doznał po meczu GKS-u Katowice w Pucharze UEFA z Girondins Bordeaux. W ten sposób Dariusz Wolny w wieku zaledwie 25 lat musiał zakończyć karierę piłkarską. Jego dorobek w ekstraklasie zatrzymał się na 113 meczach i 30 golach.

## Sukcesy piłkarskie

### Odra Opole
- awans do III ligi: 1987

### GKS Katowice
- Puchar Polski: 1993
- Superpuchar Polski: 1991

## Kariera trenerska
Dariusz Wolny po zakończeniu kariery przez kilka lat był kierownikiem GKS-u Katowice. W 2007 roku został trenerem reaktywowanego klubu FC Katowice, z którym z sezonie 2007/2008 uzyskał awans do A-klasy. Następnie prowadził drużyny Soła Oświęcim, Victorii Chróścice, kobiecą drużynę Czarnych Sosnowiec, Zagłębiaka Dąbrowa Górnicza. W latach 2011–2013 był trenerem Lotu Konopiska, następnie prowadził Polonię Głubczyce, Sparty Katowice, a od stycznia 2015 roku jest trenerem Partyzanta Radoszyce.

## Życie prywatne
Dariusz Wolny jest żonaty, ma syna Macieja (ur. 7 listopada 1990) – również piłkarza.